# Monti della Concordia
I monti della Concordia sono un vasto gruppo montuoso costituito da un complesso sistema di catene montuose situato sulla costa di Pennell, nella Terra della Regina Vittoria, in Antartide. In particolare, i monti della Concordia fanno parte dei monti Transantartici e, orientate in direzione nord-ovest/sud-est, sono delimitate a ovest, dal ghiacciaio Lillie, a nord e a est dal ghiacciaio Ebbe, che le separa, a nord dai monti ANARE e a est dai monti dell'Ammiragliato, e a sud dal ghiacciaio Jutland. Tra le catene che compongono questo complesso montuoso, spiccano la dorsale Everett e la dorsale Mirabito, due lunghe catene parallele separate dal ghiacciaio Greenwell. Il punto più alto di questo gruppo montuoso è costituito dalla vetta del picco Thomson, che arriva a 2350 m s.l.m..

## Storia
L'intera formazione è stata invece mappata per la prima volta dallo United States Geological Survey grazie a fotografie aeree scattate dalla marina militare statunitense (USN) nel periodo 1962-63 e a ricognizioni terrestri effettuate da spedizioni statunitensi e neozelandesi negli anni Sessanta. I monti sono stati così battezzati dal reparto settentrionale della Spedizione neozelandese di ricognizione geologica in Antartide svolta nel 1963-64, in ricordo sia dell'armonia internazionale esistente in Antartide, sia del fatto che cinque nazioni contribuirono all'esplorazione di quest'area.